# Euplectes jacksoni
La viuda de Jackson (Euplectes jacksoni) es una especie de ave paseriforme de la familia Ploceidae propia de África.

## Distribución y hábitat
Se encuentra únicmaente en Kenia y Tanzania.
Su hábitat natural son los pastizales de altitud y las tierras arables subtropicales o tropicales.
Se encuentra amenazado por pérdida de hábitat.